# 春日井市立坂下中学校
春日井市立坂下中学校（かすがいしりつ さかしたちゅうがっこう）は、愛知県春日井市神屋町にある公立中学校。

## 概要
付近には愛知用水や愛知県道508号内津勝川線（旧国道19号）などが通る。県道508号をはさみ本校の武道館とプール施設がある。自然に囲まれ、校舎から田んぼが見えるため、四季を感じることができる。
本校の住所は神屋町にあるにもかかわらず、学校名称は隣町の坂下町からとられている。その理由は、元々本校が坂下小学校の校舎の一部より成立し、後に分離された歴史的経緯があるためである。
校区は、坂下小学校、神屋小学校、西尾小学校。

## 校訓
- すべてに最善を

## 年表
- 1945年（昭和20年） - 開校（1948年に春日井市立坂下小学校より分離）

## 最寄駅
- JR中央線高蔵寺駅